# 宋瑞雲
宋瑞雲（1941年5月16日—2012年11月15日）是巴西圣加布里埃尔·达·卡乔埃拉的罗马主教管区的罗马主教。生于中國上海，在香港度过一段时间（1949-1959年）后，少年时代移居巴西。1971年，他被任命为教士，并在2002年被任命为主教。他于2009年辞职，于2012年去世。